# Flexamia pectinatus
Flexamia pectinatus är en insektsart som beskrevs av Henry Fairfield Osborn och Ball 1897. Flexamia pectinatus ingår i släktet Flexamia och familjen dvärgstritar. Inga underarter finns listade i Catalogue of Life.